# Agrilus obsoletoguttatus
Agrilus obsoletoguttatus är en skalbaggsart som beskrevs av Hippolyte Louis Gory 1841. Agrilus obsoletoguttatus ingår i släktet Agrilus och familjen praktbaggar. Inga underarter finns listade i Catalogue of Life.